# Mesotherapie
Mesotherapie is een alternatieve medische behandeling, waarbij door middel van een kleine 
injectienaald (homeopathisch) verdunde stoffen in de middelste huidlaag (mesoderm) gespoten worden (injectieacupunctuur).  
De techniek werd oorspronkelijk ontwikkeld en onderzocht door de Franse arts Michel Pistor (1924-2003). Van 1948 tot 1952 deed Pistor onderzoek naar mesotherapie voor het bestrijden van pijn en het behandelen van sportblessures.
Tegenwoordig wordt mesotherapie vooral nog gebruikt voor de behandeling van huidveroudering in de cosmetische chirurgie. Mesotherapie als anti-aging techniek wordt dan gebruikt voor het bestrijden en voorkomen van rimpels. 